# Dom profesorów Śląskich Technicznych Zakładów Naukowych
Dom profesorów Śląskich Technicznych Zakładów Naukowych – pierwszy wieżowiec wybudowany w odrodzonej po rozbiorach Polsce. Budynek ten mieści się w Katowicach, przy ul. Wojewódzkiej 23 i ma osiem kondygnacji. 

## Historia

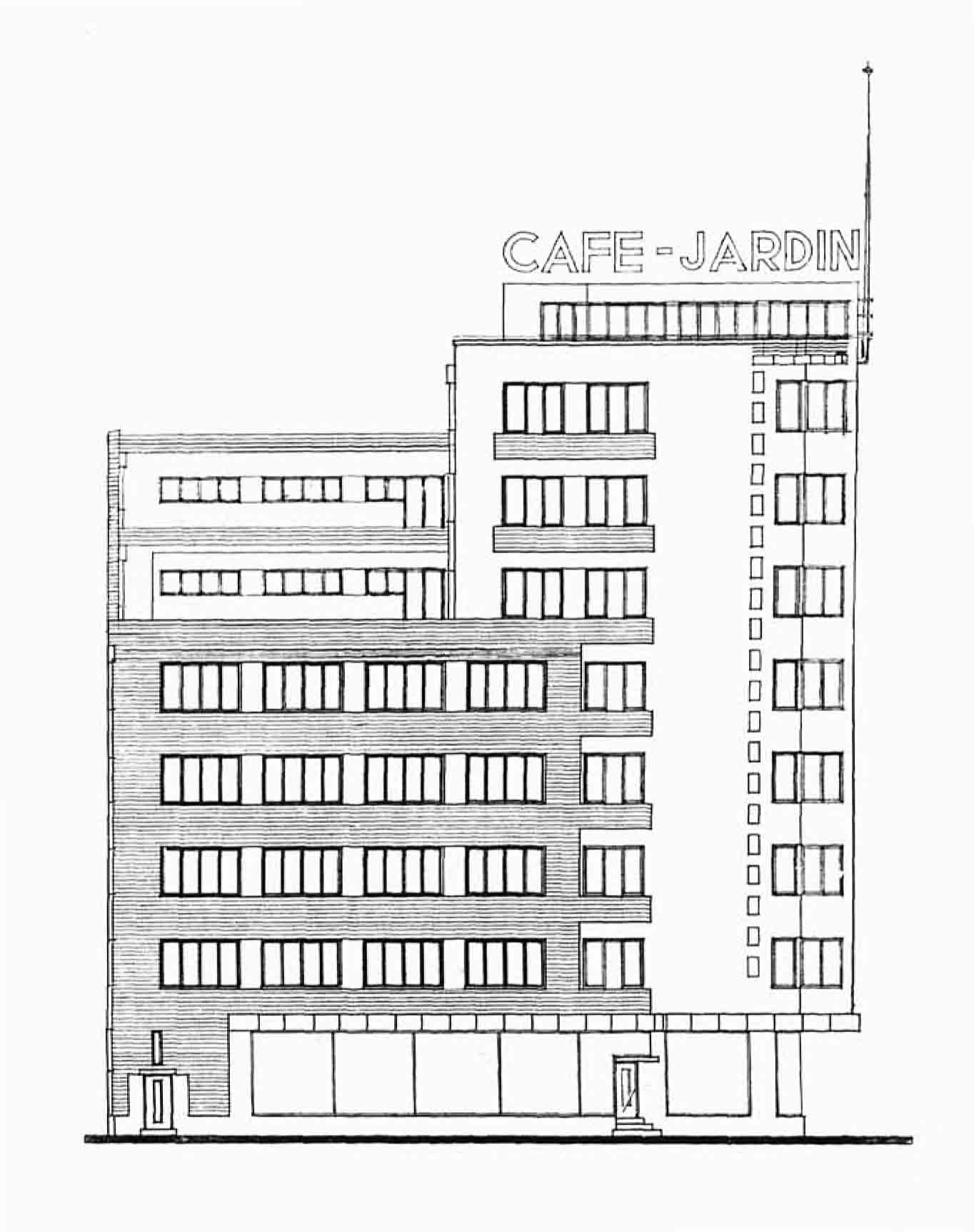
Dom profesorów Śląskich Technicznych Zakładów Naukowych — oryginalny projekt, widok od strony północnej

Jego budowę rozpoczęto w 1929 i ukończono w 1931. Podobnie jak rozpoczęty również w 1929, wyższy, ale ukończony dopiero w 1934, Drapacz Chmur przy ul. Żwirki i Wigury 15 w Katowicach, dom profesorów został zbudowany przy zastosowaniu nowatorskiej (na owe czasy) stalowej konstrukcji szkieletowej. Projektantem był Eustachy Chmielewski.
Od 8 września 1936 do 1939 w budynku swoje biuro miała Giełda Zbożowa i Towarowa; wartość budynku na dzień 1 września 1939 wynosiła 2 mln złotych.
Budynek wzniesiono na asymetrycznym planie. Główny, wypiętrzony środkowy blok posiada osiem kondygnacji, boczne − pięć. Prostokątne okna ułożono w poziome pasy.

## Zalety konstrukcji stalowej
Przetarg na dom mieszkalny w Katowicach przy ul. Wojewódzkiej 23 przeprowadzono w październiku 1929 r. Wykazał on, że budowa surowa ośmiopiętrowego gmachu jest najbardziej opłacalna w zastosowaniu technologii konstrukcji ceglanej tj. o 20% taniej od konstrukcji żelaznej, a 25% od konstrukcji żelbetowej. Jednak w zestawieniu całkowitych kosztów budowy, koszt budowy konstrukcji żelaznej spadł do 10% w porównaniu z kosztami budowy ceglanej. Zastosowanie konstrukcji stalowej dało efekt obniżenia grubości murów z 51 cm na 20 cm. Dało to efekt powiększenia powierzchni mieszkalnych o 14 procent (biorąc pod uwagę nie tylko mury zewnętrzne, ale również wewnętrzne, dźwigowe).
Konstrukcja stalowa najbardziej ze wszystkich dostosowywała się do ówczesnych form architektonicznych. Mianowicie: nie krępuje ona architektury koniecznością pionowego składania otworów okiennych. Pozwala wyzyskać przyziemie na otwarte lokale i sklepy, bez względu na ściany wyższych kondygnacji. W końcu nadaje się najbardziej do wykonania tak ulubionych wówczas motywów, jak podcięte naroża, szerokie okna i daleko wysunięte płyty, których wykonanie z żelbetu dla jednakowej grubości u końca i u nasady było niekonstrukcyjne i nieekonomiczne jak na tamte czasy.

## Termomodernizacja w 2010 roku

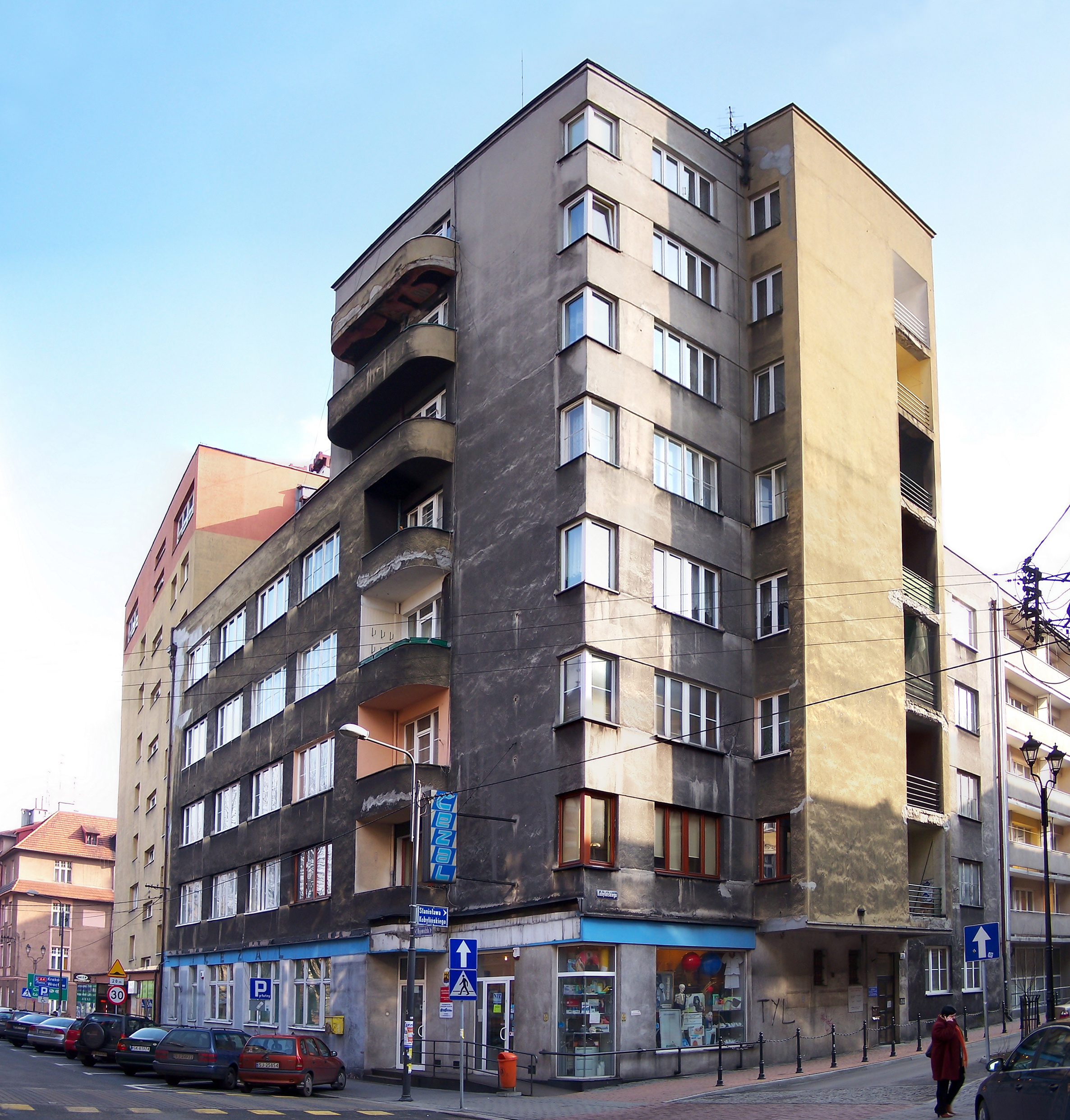
Stan elewacji budynku przed termomodernizacją w lutym 2008 roku

Ze względu na zły stan elewacji oraz problemy z wilgocią w 2010 roku budynek przeszedł termomodernizację. Prace budowlane wzbudziły zainteresowanie lokalnej społeczności. Główne zastrzeżenia kierowane w stronę inwestora odnosiły się do użycia styropianu celem ocieplenia budynku. Z uwagi na rangę domu przy ul. Wojewódzkiej 23, jego walory architektoniczne i historyczne, katowickie stowarzyszenie „Moje Miasto” w październiku 2010 roku wystosowało pismo do Miejskiego Konserwatora Zabytków w celu wyjaśnienia prowadzonych na miejscu prac remontowych. Treść odpowiedzi brzmi:
„Z uwagi na zastosowanie nowatorskich rozwiązań w postaci szkieletowej konstrukcji żelaznej, realizacja budynku w takiej technologii była eksperymentem. Obecnie z uwagi na przemarzanie ścian w miejscach elementów żelaznej konstrukcji (występujący w mieszkaniach grzyb i wilgoć) budynek jest poważnie zagrożony. Projektant rozpatrywał różne rozwiązania m.in. zastosowanie ocieplenia wewnętrznego płytami klimatycznymi, które niestety nie mogą być zastosowane w zaistniałej sytuacji. Dopuszczone zostało docieplenie budynku styropianem o grubości 6 cm na elewacjach od strony ulicy Wojewódzkiej i Kobylińskiego oraz 12 cm od strony podwórza. Projekt remontu elewacji przewiduje wierne odtworzenie zachowanych obecnie gzymsowań, cofniętych płaszczyzn międzyokiennych i innych elementów oszczędnej artykulacji płaszczyzn elewacji. Zgodnie z zatwierdzonym projektem elewacje otrzymają nowe tynki silikatowe Sto SIL w kolorach dobranych do istniejących, po wykonaniu niezbędnych odkrywek i przeprowadzeniu wielu prób kolorystycznych. Przy przyjęciu takich rozwiązań brano także pod uwagę stopień zniszczenia pierwotnych tynków oraz przeprowadzone w poprzednim okresie prace modernizacyjne w obrębie przyziemia (zmian którego nie obejmuje obecny projekt). Aktualnie prowadzone prace realizowane są pod nadzorem projektanta oraz Biura Konserwatora Zabytków.”